# Гросботен
Гросботен (нем. Großbothen) — бывшая коммуна в немецкой федеральной земле Саксония. С 1 января 2011 года входит в состав города Гримма.
Подчиняется административному округу Лейпциг и входит в состав района Лейпциг. Население составляет 3396 человек (на 31 декабря 2010 года). Занимает площадь 33,45 км². Официальный код — 14 3 83 140.
Коммуна подразделялась на 9 сельских округов.

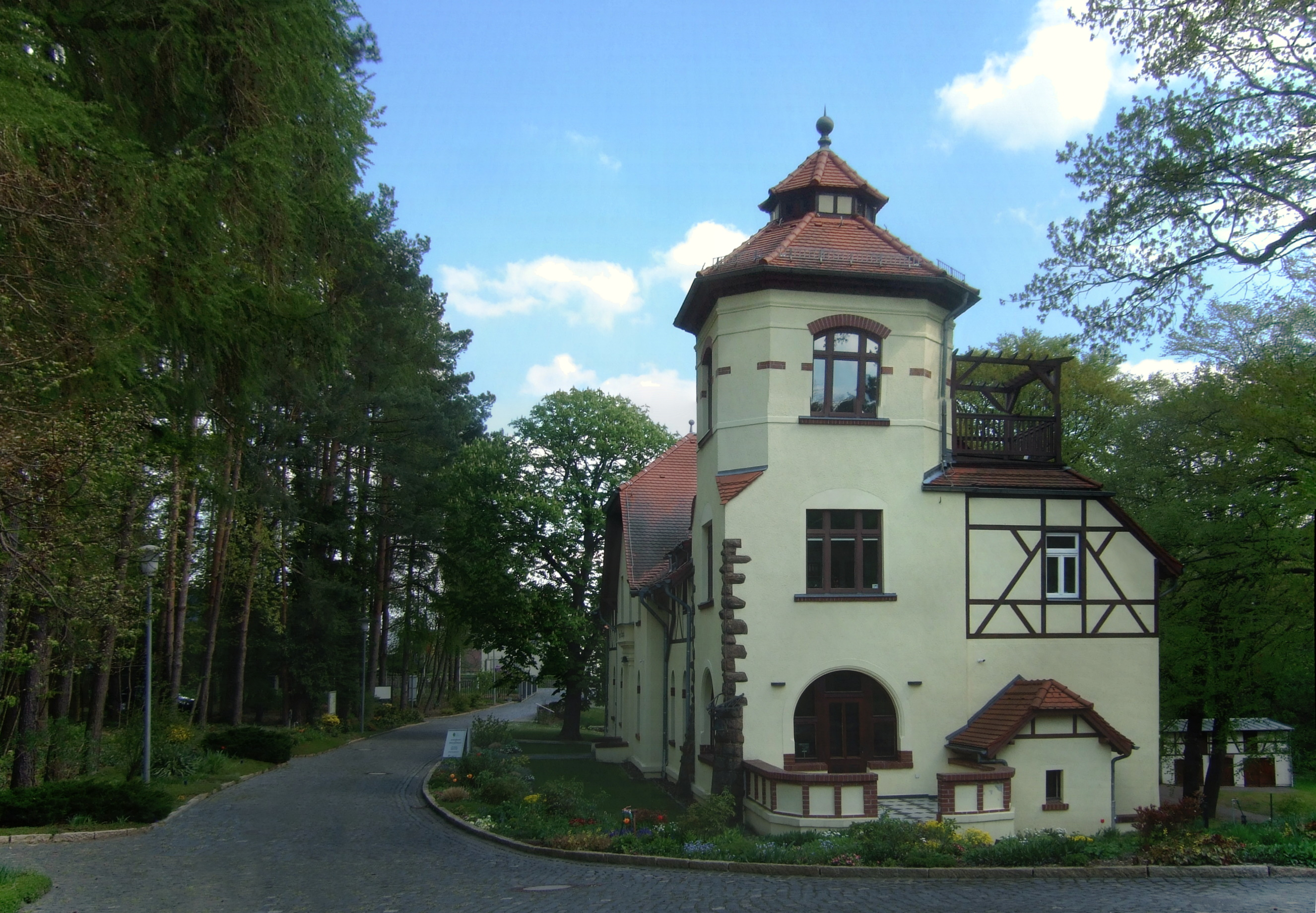
Вилла «Энергия», принадлежавшая Вильгельму Оствальду

## Известные жители
- Вильгельм Оствальд (1853—1932) — химик, обладатель Нобелевской премии
- Вильгельм Вундт (1832—1920) — один из отцов-основателей психологии